# Juan Casado Obispo
Juan Casado Obispo (Fuentecén, 27 dicembre 1886 – Madrid, 19 gennaio 1941) è stato un vescovo cattolico e missionario spagnolo.

## Biografia
Juan Casado Obispo nacque il 27 dicembre 1886 a Fuentecén in Castiglia e León.
Entrò nei domenicani presso il convento di San Domenico di Ocaña il 7 dicembre 1906. Aspirando all'opera missionaria, fu inviato in Vietnam, dove venne ordinato prete il 29 gennaio 1912 nella basilica dell'Immacolata Concezione di Phú Nhai nella diocesi di Bùi Chu. Svolse il suo operato nel territorio dell'allora vicariato di Bùi Chu e nel 1924 fu nominato segretario del vescovo e due anni dopo nel 1926 venne nominato Vicario generale.
Il 9 marzo 1936 papa Pio XI eresse con la bolla Praecipuas inter il nuovo vicariato apostolico di Thái Bình, nominandolo primo vescovo vicario ed assegnandogli la sede titolare di Barata. Ricevette l'ordinazione episcopale il 2 agosto seguente per imposizione delle mani del vescovo Francisco Gómez de Santiago.
Il suo spirito missionario lo spinse a lavorare intensamente per portare prosperità nel territorio affidatogli. Già nel 1937 poté inaugurare il seminario minore di Mỹ Đức. Tra le molte opere sostenute, vi furono la fondazione di una casa d'accoglienza affidata alle suore per bambini abbandonati, il sostegno alla costruzione di nuove scuole nel territorio, la costruzione del palazzo vescovile e la costruzione di nuove chiese. Nel nuovo territorio riorganizzò le parrocchie per migliorare il lavoro missionario e numerosi seminaristi poterono studiare grazie alla sua intermediazione. In breve tempo poté vedere il vicariato crescere anche grazie alle numerose conversioni alla fede cattolica.
Il 26 aprile 1939 si recò a Roma per la visita ad limina e prima di tornare in Vietnam si fermò per qualche tempo nella sua Spagna, da poco uscita dagli orrori della guerra civile.
Ammalatosi improvvisamente, morì a Madrid il 19 gennaio 1941 all'età di 54 anni.

## Genealogia episcopale
La genealogia episcopale è:
- Cardinale Scipione Rebiba
- Cardinale Giulio Antonio Santori
- Cardinale Girolamo Bernerio, O.P.
- Arcivescovo Galeazzo Sanvitale
- Cardinale Ludovico Ludovisi
- Cardinale Luigi Caetani
- Cardinale Ulderico Carpegna
- Cardinale Paluzzo Paluzzi Altieri degli Albertoni
- Papa Benedetto XIII
- Papa Benedetto XIV
- Papa Clemente XIII
- Cardinale Marcantonio Colonna
- Cardinale Giacinto Sigismondo Gerdil, B.
- Cardinale Giulio Maria della Somaglia
- Cardinale Carlo Odescalchi, S.I.
- Vescovo Eugène de Mazenod, O.M.I.
- Cardinale Joseph Hippolyte Guibert, O.M.I.
- Cardinale François-Marie-Benjamin Richard de la Vergne
- Vescovo Marie-Prosper-Adolphe de Bonfils
- Cardinale Louis-Ernest Dubois
- Arcivescovo Victor Colomban Dreyer, O.F.M.
- Vescovo Francisco Gómez de Santiago, O.P.
- Vescovo Juan Casado Obispo, O.P.